# Ludwig Engels
Pour les articles homonymes, voir Engels (homonymie).
Ludwig Engels est un joueur d'échecs allemand puis brésilien né le 11 décembre 1905 à Düsseldorf et mort le 10 janvier 1967 à São Paulo. Vainqueur de l'olympiade d'échecs de 1939 avec l'équipe de la Grande Allemagne (Allemagne et Autriche réunies), il s'installa au Brésil après la Seconde Guerre mondiale.

## Biographie et carrière
Ludwig Engels finit deuxième du Hauptturnier B (tournoi de sélection) du congrès allemand d'échecs en 1929, remporté par Ludwig Rödl.
du championnat d'Allemagne d'échecs, Engels fut :
- avant-dernier ex æquo en 1931[1] ;
- onzième ex æquo en 1934[2] ;
- cinquième en 1935 (victoire de Kurt Richter)[3] ;
- neuvième ex æquo en 1937 avec 6,5 points sur 13 (victoire de Kieninger)[4] ;
- quatrième en 1938 avec 9 points sur 15 (victoire de Eliskases)[5] ;
- sixième en 1939 7,5 points sur 15 (victoire de Eliskases)[6].

Il finit deuxième du tournoi international de Bad Nauheim en 1935 remporté par Efim Bogoljubov. En 1936, il finit deuxième du tournoi de Dresde, devant Maroczy, Stahlberg, Bogoljubov, Sämisch et Kérès, étant seulement dépassé par l'ancien champion du monde Alexandre Alekhine, qu'il réussit à battre. En 1939, il finit quatrième du tournoi international de Stuttgart, devant Vidmar, O'Kelly et Foltys.
Il représenta l'Allemagne nazie lors de l'olympiade d'échecs non officielle de 1936 comme troisième échiquier. L'Allemagne finit troisième (médaille de bronze par équipe),
Lors de l'olympiade d'échecs de 1939 à Buenos Aires en Argentine, l'Allemagne, avec Ludwig Engels, remporta la médaille d'or par équipe et Ludwig Engels remporta la médaille d'or individuelle au troisième échiquier avec 14 points marqués en 16 parties (14 victoires et deux parties nulles), réalisant le meilleur pourcentage parmi tous les joueurs de l'olympiade. L'olympiade était disputée lorsque la Seconde Guerre mondiale éclata en Europe en septembre 1939. À la fin de l'olympiade, Ludwig Engels et les autres joueurs allemands (Eliskases, Michel, Becker, Reinhardt) décidèrent de rester en Amérique du Sud.
En 1946, Engels s'installa au sud du Brésil où il disputa de nombreux tournois ainsi qu'en Argentine de 1941 à 1966. Il fut quatrième ex æquo  du Tournoi de Mar del Plata en 1941  et vainqueur du tournoi de São Paulo en  1952, ex æquo avec Rabar. Il termina cinquième du tournoi zonal de Rio de Janeiro en 1957 et sixième du tournoi zonal de São Paulo en 1960.